# Vojtěch z Pernštejna
Vojtěch z Pernštejna a na Pardubicích (4. dubna 1490 v Moravském Krumlově – 17. března 1534 v Praze) byl významným českým magnátem a nejvyšším hofmistrem Českého království. Pocházel ze starobylého moravského rodu Pernštejnů. Ve východních a jižních Čechách vlastnil rozsáhlá dominia, která úspěšně spravoval a rozšiřoval.

## Život

### V otcových šlépějích
Byl nejmladším synem Viléma II. z Pernštejna a Johanky z Liblic. Narodil se 4. dubna 1490 na zámku v Moravském Krumlově. Jeho manželkami byly Markéta z Postupic a po její smrti Johanka Zvířetická z Vartenberka. V roce 1514 mu stárnoucí otec Vilém bezprecedentně navzdory dosavadním zvyklostem postoupil funkci nejvyššího královského hofmistra, což vyvolalo nevoli části stavů, ale král Vladislav s touto „výměnou v rodině“ souhlasil. Během života svého otce měl svoje hlavní reprezentační sídlo na Hluboké, kterou měli Pernštejnové v zástavě. Psal se jako „Vojtěch z Pernštejna a na Hluboké“. Po smrti otce Viléma se Vojtěch stal dědicem rodových statků v Čechách a přesídlil do Pardubic. Po vzoru otce systematicky dále skupoval panství a rozšiřoval své dominium. Jeho druhým reprezentačním sídlem se stal Chlumec nad Cidlinou, výrazně se zapsal do přestavby zámku a města Nového Města nad Metují, které získal od jeho zakladatele Jana Černčického z Kácova. Držel také Náchod, Kolín a další města a panství, takže nakonec patřil mezi nejbohatší magnáty. Jeho majetek byl odhadnut na trojnásobek společného jmění jihočeských Rožmberků. Za svého života se těšil velké vážnosti, získal přátelství krále Ludvíka Jagellonského i jeho osobní důvěru. Když v roce 1526 vymřela jagellonská dynastie, hovořilo se o jeho kandidatuře na trůn, ale nechal se získat pro podporu kandidatury bavorské strany. Přívrženec luteránství. V roce 1531 byl zvolen defenzorem.

### Přestavba rodového sídla Pardubice

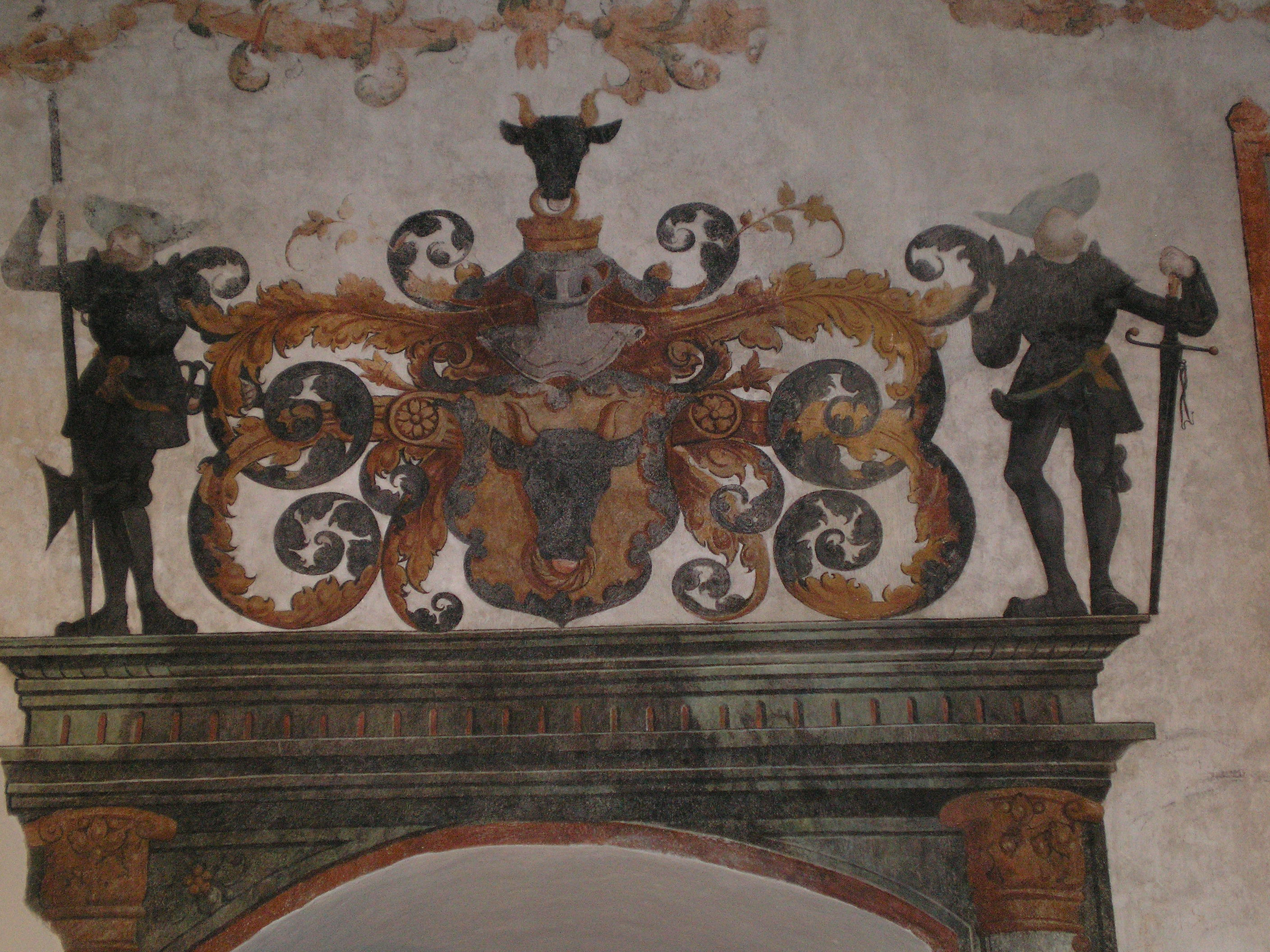
Malířská výzdoba sálu pardubického zámku

Velkou pozornost věnoval také přestavbě rodového sídla v Pardubicích. Zámek ve dvacátých až čtyřicátých letech 16. století byl péčí Vojtěcha a pak jeho bratra Jana IV. dobudováván v duchu nastupující renesance. Byl zvýšen o jedno patro a interiéry byly kolem roku 1532 vyzdobeny velkoplošnými raně renesančními malbami, prvními v Čechách. Nádherně malované jsou zejména tzv. rytířské sály, Vojtěchův sál, Mázhaus a Sloupový sál, které mají i nádherné kazetové stropy. Na výzdobě zámku se podíleli také přední mistři z královské huti.
V 18. století, při úpravách interiérů zámku na byty a manufakturní výrobny byly nástěnné malby poškozeny a zakryty vrstvou omítky, pod stropy byly zbudovány nižší podhledy. Malby byly znovu objeveny a původní stropy odkryty ve 20. letech 20. století. Při nedávné rekonstrukci zámku byly i malby odkryty a restaurovány.

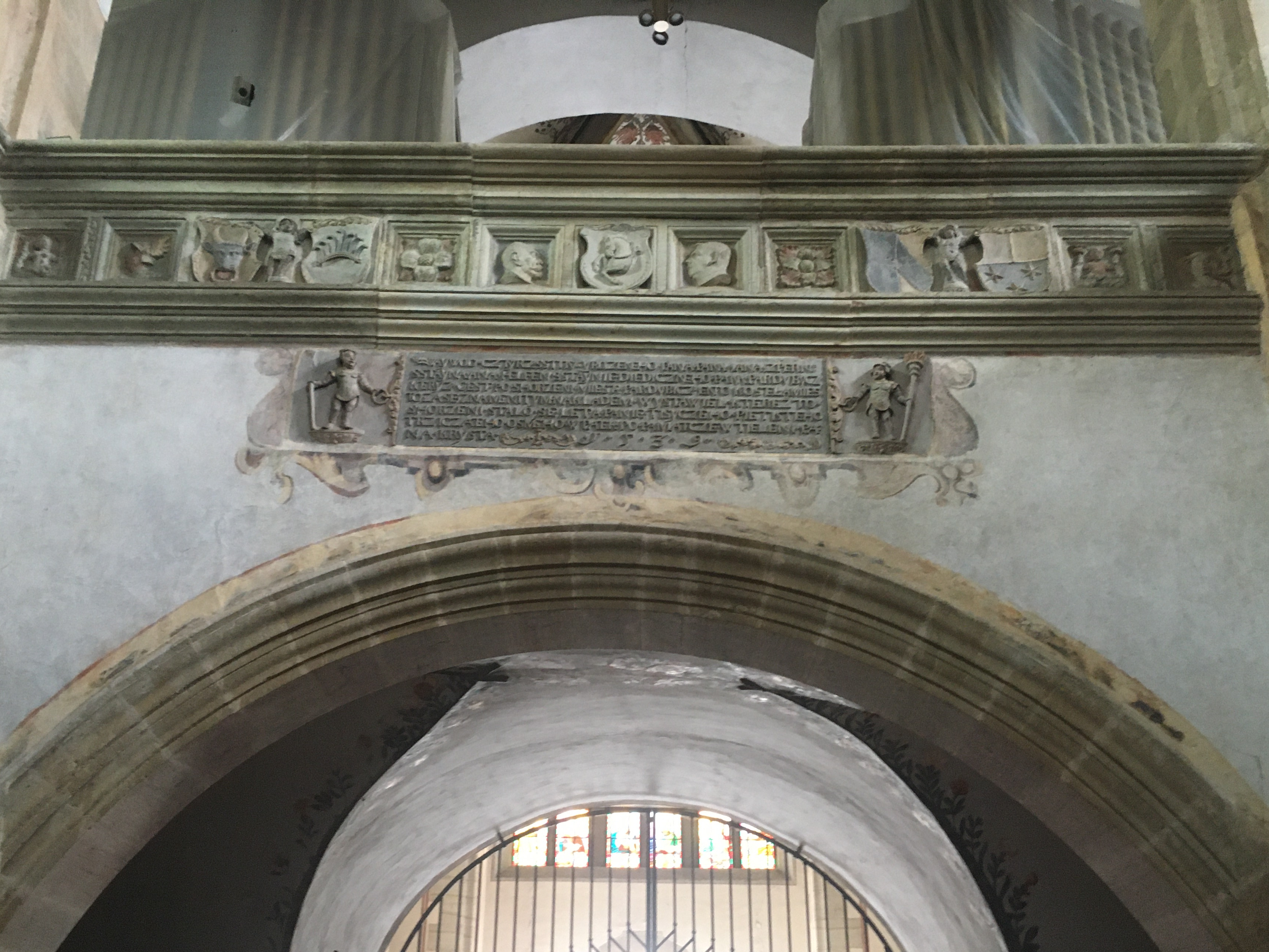
Portrétní reliéfy bratří Vojtěcha (1490-1534) a Jana (1487-1548) z Pernštejna na západní empoře kostela sv. Bartoloměje v Pardubicích s městským znakem a pamětním nápisem

### Brzká smrt

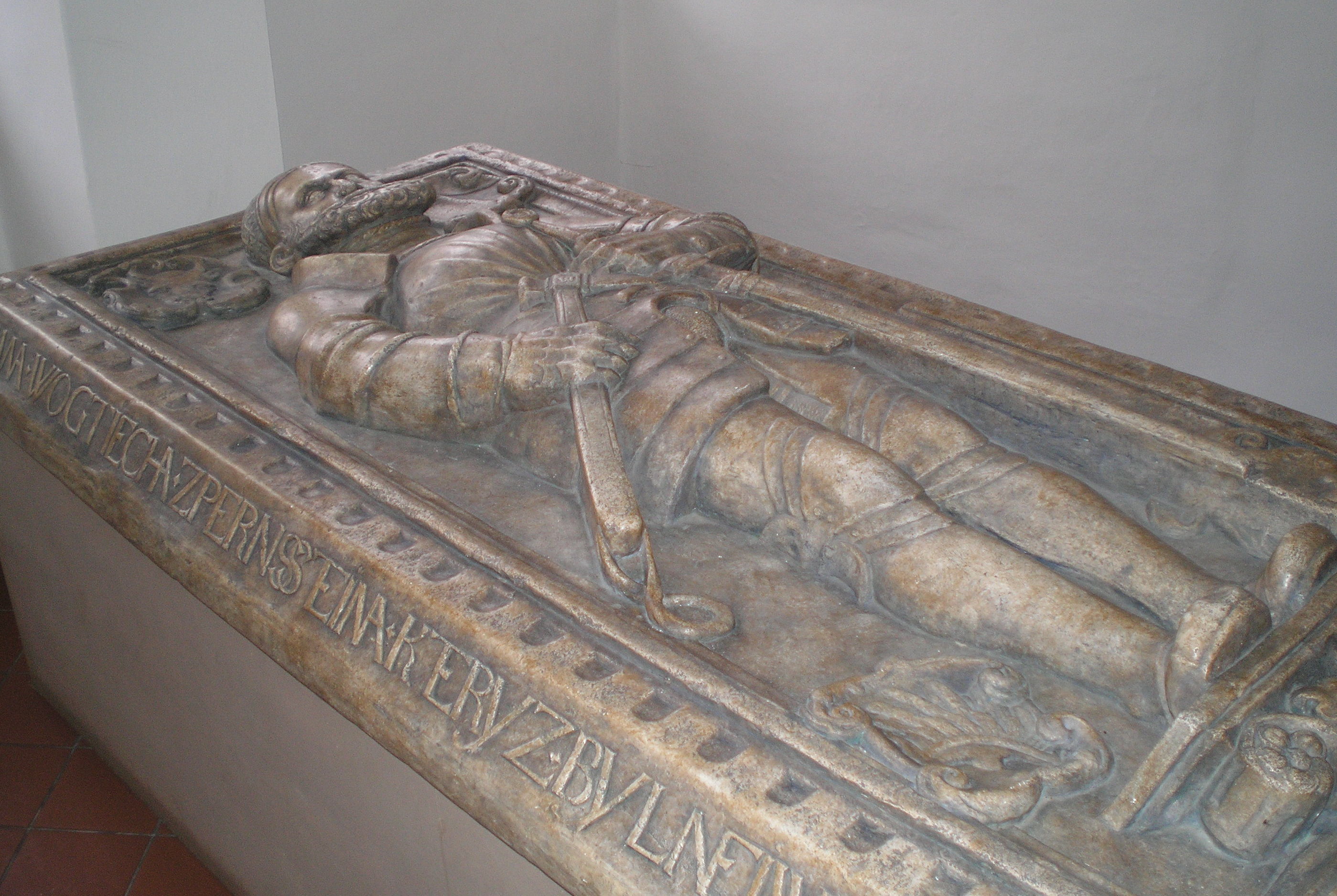
Náhrobek Vojtěcha z Pernštejna v Pardubicích

Vojtěch z Pernštejna zemřel nečekaně náhle a bez mužských potomků; pochován byl v pernštejnské hrobce pod nádherným mramorovým náhrobkem v kostela sv. Bartoloměje v Pardubicích. Jeho majetek zdědil bratr Jan IV. z Pernštejna. Lidé si jeho smrt spojovali s případem „české čachtické paní“ Kateřiny z Komárova, kterou soudní tribunál pod Vojtěchovým předsednictvím odsoudil za týrání a sadistické vraždění poddaných k (v Čechách krajně neobvyklému) trestu smrti hladem – pan Vojtěch totiž přežil Kateřinu z Komárova o pouhé dva dny. Záhy se tedy vynořily spekulace, že jej vražedkyně „stáhla s sebou“ pryč ze života.
V rámci vzpomínkového „Pernštejnského roku“ byl městskými úřady naplánován antropologický průzkum Vojtěchových kosterních pozůstatků, který by mohl odhalit příčinu jeho nenadálé smrti – ovšem z nedostatku financí z akce prozatím sešlo.